# Communauté de communes de Vère Grésigne
Die Communauté de communes de Vère Grésigne ist ein ehemaliger Gemeindeverband (Communauté de communes) im südfranzösischen Département Tarn in der Region Midi-Pyrénées. Er ist nach dem Fluss Vère sowie dem Forêt Domaniale de Grésigne benannt.
2014 fusionierte der Gemeindeverband mit der Communauté de communes du Salvagnacois zur neuen Communauté de communes Vère-Grésigne Pays Salvagnacois.

## Mitgliedsgemeinden
| - Alos - Amarens - Andillac - Cahuzac-sur-Vère - Campagnac - Castelnau-de-Montmiral - Donnazac | - Frausseilles - Itzac - Larroque - Loubers - Montels - Noailles | - Puycelsi - Saint-Beauzile - Sainte-Cécile-du-Cayrou - Tonnac - Le Verdier - Vieux |

Somit gehören dem Gemeindeverband alle Gemeinden des Kantons Castelnau-de-Montmiral, sechs der 17 Gemeinden des Kantons Cordes-sur-Ciel sowie eine Gemeinde des Kantons Vaour an.